# 개: dog eat dog
"개"는 2015년에 개봉한 대한민국의 영화이다.

## 캐스팅
- 김선빈 : 형신 역
- 곽민호 : 지훈 역
- 정준교 : 준교 역
- 이하민 : 중년 여성 역
- 박형준 : 두진 역
- 김지수 : 준식 역
- 강필선 : 최종철 역
- 공민정 : 여기자 역
- 최정선 : 피해자 여성 역
- 강인서 : 최태수 동생 역
- 신현탁 : 최태수 역 (특별출연)
- 김병옥 : 민태식 (목소리) 역 (특별출연)